# Ivan Manastyrskyj
Ivan Manastyrskyj, cyrilicí Іван Манастирський, polsky též Jan Manasterski, byl rakouský politik z Haliče, v 60. letech 19. století poslanec předlitavské Říšské rady ve Vídni i poslanec Haličského zemského sněmu.

## Biografie
V 60. letech se zapojil do vysoké politiky. V zemských volbách byl zvolen na Haličský zemský sněm, kde zastupoval kurii venkovských obcí, obvod Čortkiv.
Působil také coby poslanec Říšské rady (celostátního parlamentu Rakouska-Uherska, respektive Předlitavska), kam ho delegoval Haličský zemský sněm roku 1867 (Říšská rada tehdy ještě byla volena nepřímo, coby sbor delegátů zemských sněmů).
Ačkoliv je řazen mezi poslance ukrajinské (rusínské) národnosti, v parlamentu se přiklonil k Polákům a vstoupil do poslaneckého Polského klubu. Uvádí se, že byl negramotný. V době svého parlamentního působení se uvádí jako rytíř Johann von Manasterski, majitel hospodářství v obci Kydaniv (Kujdanów).